# フットボールアワー
フットボールアワーは、吉本興業所属のお笑いコンビ。1999年4月結成。
NSC大阪校14期生。略称は「フット」。M-1グランプリ2003王者。

## メンバー
岩尾 望（いわお のぞむ、1975年（昭和50年）12月19日 -（49歳））
ボケ担当、立ち位置は向かって左。
大阪府大阪市東住吉区出身。

後藤 輝基（ごとう てるもと、1974年（昭和49年）6月18日 -（51歳））
ツッコミ担当、立ち位置は向かって右。
大阪府大阪市東淀川区出身。

## 概要
- 2人ともNSC大阪校14期出身。岩尾は同期のカネシゲタカシと「ドレス」、後藤は「後藤・天満（後に「エレキグラム」へ改名）」を経て1999年4月、「後藤・岩尾」としてコンビ結成。旧コンビ時代は共にボケ担当だった。同年5月、当時のうめだ花月シアター（後のうめだ花月）で初舞台を踏み、同年7月にコンビ名を現在のものに改める。その由来は、岩尾が読んでいたアメリカの小説に書かれていた「月曜日のフットボールアワーに間に合わないよ」という科白からの引用。なお、岩尾はこの由来について「大した答えが返ってくることはないので、フットボールアワーにコンビ名の由来を尋ねない（で下さい）。聞いた方が損をするだけです、適当に付けた名前ですから[1]」と語っている。
- 元々合同イベントを行うなど友人同士で、互いに笑いの才能を認め合ってはいたが同期が次々と辞めていき、やがてそれぞれのコンビも解散。お互いにコンビを組みたい気持ちが強くなってからも自分から組もうとは言い出せず、相手の誘いを待っていた。岩尾は先輩の陣内智則にその旨を相談し、「組みたい相手がいるならすぐに言った方がいい」とアドバイスを受けて決意し後藤へ電話をかけたもののなかなか切り出せず、岩尾の本心に気付いていた後藤は痺れを切らして逆にコンビ結成を誘い、岩尾は「別にええけど…」とあくまで上に立った物言いで組む運びとなった。この一連の話は岩尾の性格が特に現れたエピソードとして、よくネタにしている。
- ネタ作りは2人で行なっている。後藤が岩尾にネタの設定を言い、岩尾の意見を取り入れ、一つのネタを完成させる。結成当初のネタ作りでは岩尾が厳しくダメ出しする立場で、後藤のツッコミに対しても細かい注文をつけていたが「そんなん言うなら1回やってみせてくれ」と岩尾に実演してもらったツッコミがあまりに下手だったため、以降の岩尾はツッコミに対して文句を垂れなくなった。
- 漫才の評価が高いものの、実はコント歴の方が長く共に旧コンビ結成当初はコントをメインで演じ、その後に漫才を始めた。また、ユニットコントライブ『六人の侍』等にも参加している。
- 結成翌年の2000年には『ABCお笑い新人グランプリ』で最優秀新人賞を獲得。以降も若手漫才師に与えられる数々の新人賞を総なめにし、2003年には『M-1グランプリ』優勝を果たした。
- 2003年8月、当時の主要メンバーと共にbaseよしもとの卒業に伴いうめだ花月へ移動。ほどなくして東京進出し、現在はルミネtheよしもとやなんばグランド花月を中心に舞台・テレビ等で活動中。

## エピソード

### M-1グランプリ
2001年
- 結成3年目・芸歴7年目の2001年、『M-1グランプリ』の記念すべき第1回で決勝戦進出を果たす。前半に岩尾のブサイクキャラを取り入れた、話題転換の多いネタを披露。最終順位は一般審査員・特別審査員・合計得点いずれも6位で、大阪会場や春風亭小朝からの得点が高く、逆に福岡会場や松本人志からの得点が低かった。当時のコンビとしての最高傑作ネタを披露したにもかかわらず、憧れの松本から低い点数をつけられた事により、2人は芸人を辞める事も考えたという。

2002年
- 決勝1回戦では5番目に登場し、「ファミリーレストラン」を題材としたネタを披露。昨年の敗退後、ネタの作り方などを試行錯誤してから大会に臨んだ事が功を奏し、審査員7名中4名から最高評点を獲得して1位通過で最終決戦進出を決める。ネタ後の批評にて島田紳助は「去年僕低い点数つけたんですよ。1年間で見違えました。びっくりしました」とコメントし、中田カウスは「コンビのコントラストもいいし、照れながらなんでもやってしまうという味があるでしょう。中々面白いコンビですね」と高評価した。また、島田洋七は「ボケながらまた普通の人間に戻るという所がすごく（面白い）ね。相当奥深いですよ彼は」と岩尾のボケに賛辞を送った。
- 最終決戦では抽選によってトップバッターとなり、「披露宴の司会」を題材としたネタを披露。最終審査では大竹まこと、松本人志から票を得るが、5票を獲得したますだおかだに及ばず準優勝。フットボールアワー自身も優勝を逃したのが腑に落ちなかった様子で、紳助からは表彰式で「差は無かった」「負けてない」と高評価を受けている。
  - 翌年の『放送室』（TOKYO FM）にて松本が「あの回はフットボールアワーが優勝だった。ますだおかだはパンチがない。オレと大竹さんしか投票していないことに驚いた。審査した先輩に文句をつける訳ではないけど吉本の芸人だけ優勝させるとかコンビ歴10年（当時のラストイヤー）とか情が動いて投票しているようにしか思えない」と当時の結果を酷評した。

2003年
- 大本命とされるプレッシャーの中、決勝戦では7番目に登場し、「結婚記者会見」を題材としたネタを披露。審査員7名中5名から95点以上の得点を受け、663点を獲得。暫定1位となり、この時点で最終決戦への進出が確定した。ネタ後の批評にて松本は「おもろい!」、紳助は「素晴らしいですよ。完璧。笑い飯は（成長ぶりに）感動してしまって点数的には向こうが上やけど、技術的には1番ですよ」、カウスは「去年から見てすごい成長ぶりやと思うね。コンビのコントラストもネタの運びもいいし」と、審査員からは総じて高評価を受けた。
- 最終決戦では抽選によって大トリを飾ることになり、「SMタクシー」を題材としたネタを披露。後藤がオチ直前で噛んでしまうハプニングが生じたものの、笑い飯との一騎打ちの末に4票を獲得。キャッチコピー通り「悲願」の優勝を成し遂げた。また、ラストイヤー以外および芸歴9年目以内での優勝は初であった。

2006年
- 3年ぶりの出場。既に優勝を経験しているコンビの再出場は初の事だった。出場理由について放送内の煽りVTR内では「漫才が楽しいから（後藤）」「優勝の快感をもう一度味わいたい（岩尾）」としていたが、後年になって後藤は「前回優勝直後よりも仕事のオファーが少なくなってきた」事と「昨年（2005年）大会にて優勝したブラックマヨネーズの漫才に衝撃を受けた」事が再出場の決め手となったと明かしている。
- ファーストラウンドでは「戦隊モノの主題歌」を題材としたネタを披露。96点をつけたカウスからは「準決勝の時よりネタを増やしてたし、（ネタの）持っていき方も非常に上手い」「5点ハンデを頂いて、それでも1点増やした」と高評価を得た。また、松本は高得点をつけつつ、後藤の癖に対して「後藤くん、ツッコんだ後、どや顔で僕を見るのやめてもらえるかな」とボケを交えた。
- 2番目という早い出番ながら王者の貫禄を見せ、2位通過で最終決戦進出を決めたが、1位通過のチュートリアルとは24点もの大差が開いていた。最終決戦では「居酒屋の店員」を題材としたネタを披露したが、ここでも圧倒的な強さを見せたチュートリアルに満票を取られ、2度目の優勝とはならなかった。
- 今大会で4度目の決勝進出を果たしたが、2025年現在、同大会で4回以上決勝経験のあるコンビの中で予選敗退を経験した事が無い（つまり出場した全ての回で決勝進出を果たしている）のはフットボールアワーのみである。

その後
- 5年ぶりの復活となる『M-1グランプリ2015』では、それまでの歴代王者から1名ずつが審査員に起用されることになり、フットボールアワーからは岩尾が審査員を務めた。

## 出囃子
- LOSALIOS「BOOZ」

## 賞レース成績・受賞歴など

### M-1グランプリ（成績）
| 年     | 結果    | エントリーNo. | 決勝戦キャッチコピー | 備考                       |
| ------ | ------- | ------------- | -------------------- | -------------------------- |
| 2001年 | 決勝6位 | 1181          | 奇蹟の顔面           |                            |
| 2002年 | 決勝2位 | 1726          |                      | 決勝1回戦 1位通過          |
| 2003年 | 優勝    | 1895          | 悲願                 | 決勝戦 1位通過             |
| 2004年 | 不参加  |               |                      |                            |
| 2005年 | 不参加  |               |                      |                            |
| 2006年 | 決勝2位 | 3909          | 帰ってきた王者       | ファーストラウンド 2位通過 |

### その他
- 2000年 第21回ABCお笑い新人グランプリ 最優秀新人賞
- 2000年 平成12年度NHK新人演芸大賞 演芸部門 本選進出
- 2002年 第32回NHK上方漫才コンテスト 最優秀賞
- 2002年 第31回上方お笑い大賞 最優秀新人賞
- 2003年 第1回MBS新世代漫才アワード 優勝
- 2003年 第32回上方お笑い大賞 話題賞
- 2004年 第39回上方漫才大賞 大賞
- 2004年 第33回上方お笑い大賞 最優秀技能賞

## 出演番組

### テレビバラエティ

#### レギュラー番組
現在
- ピタゴラスイッチ「ぼてじん」（NHK Eテレ、2002年 - ）※声の出演
- 土曜はダメよ!（読売テレビ、2003年9月 - ）
- フットマップ〜今すぐ行きたい!エエとこツアー〜（関西テレビ、2020年4月4日 - ）- MC
- 酒のツマミになる話（フジテレビ）- サブMCとして不定期出演[6]

過去
- 笑う子犬の生活R → 笑う子犬の生活ALIVE（フジテレビ、2000年5月 - 2001年9月）準レギュラー
- 土曜ドカンッ!!（読売テレビ、2001年10月 - 2002年9月）
- ?マジっすか!（毎日放送、2001年4月 - 2003年3月）
- baseよしもとアッカン!べーす（GAORA、2002年7月 - 2003年7月）
- ちちんぷいぷい（毎日放送、2002年4月 - 2004年3月）
- 新すぃ日本語（TBS、2003年10月 - 2004年3月）
  - 新すぃ○○!（TBS、2004年4月 - 9月）
- せやねん!（毎日放送、2002年7月 - 2004年9月）
- 開運コメディ 今日も大吉!パンパンパン（朝日放送、2004年4月 - 9月）
- サバコン（日本テレビ、2004年4月 - 2005年3月）
- フットボール汗（テレビ大阪、2004年4月 - 2005年3月）
- ドラゴン&ボールアワー（TBS、2004年10月 - 2005年3月）
- タモリのジャポニカロゴス（フジテレビ）- 準レギュラー
- リンカーン（TBS）- 準レギュラー
- サルヂエ（中京テレビ）-「お猿のノンちゃん＆猿の後藤君」として出演。
- 芸恋リアル（日本テレビ、2006年4月 - 2007年7月）
- ノブナガ（CBCテレビ、2006年5月 - 2015年9月）- 準レギュラー　※雨上がり決死隊と交代で2週毎出演。
- わかってちょーだい!（フジテレビ、2007年4月 - 9月）
- なにわ人情コメディ 横丁へよ〜こちょ!（朝日放送、2004年10月 - 2008年3月）
- ヨシモト∞（よしもと劇場、2005年11月 - 2008年12月）
- ジャイケルマクソン（毎日放送、2005年4月 - 2010年12月）
- かんたん!good料理アワー（テレビ西日本制作・九州FNS系列ブロックネット、2010年4月 - 2011年12月）
- ジャパーン47ch → ジャパーン47chスーパー!（毎日放送、2011年4月 - 12月）
- ざっくりハイボール → ざっくりハイタッチ（テレビ東京、2011年10月 - 2016年3月）
- リアルスコープZ → 超潜入!リアルスコープハイパー（フジテレビ、2012年4月 - 2015年3月）
- NMB48 げいにん!（日本テレビ、2012年7月 - 9月）
  - NMB48 げいにん!!2（日本テレビ、2013年4月 - 6月）
  - NMB48 げいにん!!!3（日本テレビ、2014年7月5日 - 9月20日）
- 頭脳回転ずしQ兵衛（関西テレビ、2012年10月 - 12月）
- サタデー・ナイト・ライブ JPN（フジテレビNEXT、2012年10月 - 2013年3月）
- バイキング（フジテレビ、2014年4月3日 - 2020年9月24日）木曜MC（後藤のみ降板[7][8]、バイキングMOREに改題された後も岩尾は木曜レギュラーとして最終週まで出演）
- ニッポン元気計画! 眠れるスター目覚ましバラエティ“ハックツベリー”（テレビ東京、2014年4月19日 - 2015年9月26日）
- ざっくりハイボール → ざっくりハイタッチ（テレビ東京、2011年10月 - 2016年3月）
- 発見!なるほどレストラン 日本のおいしいごはんを作ろう! → 発見!ウワサの食卓 → 潜入!ウワサの大家族（関西テレビ制作・フジテレビ系列、2015年4月 - 2016年3月）
- 本能Z（CBCテレビ、2015年10月　- 2020年3月25日）- 準レギュラー
- ちょっとザワつくイメージ調査 もしかしてズレてる?（関西テレビ制作・フジテレビ系列、2017年1月 - 12月）
- 金曜日のどっち!?（テレビ朝日、2018年4月7日 - 2019年3月30日）
- 美と若さの新常識 〜カラダのヒミツ〜（NHK BSプレミアム、2017年4月6日 - 2020年）- MC
- るてんのんてる（読売テレビ、2022年4月8日 - 2024年3月22日）

#### 特別番組
＊MCもしくはメインキャスト
- 本音ぶっちゃけ7200秒 美女100人爆弾!女の武器!（毎日放送、2003年 - 2005年）- MC
- フットぴ!アワード（読売テレビ、2003年7月19日）
- よしもと(秘)深夜興行（朝日放送、2004年3月12日）- MC
- フットボール刑事の芸人家宅捜査（朝日放送、2006年 - 2012年）
- FNSソフト工場「いまばな」（岡山放送、2009年12月4日）- MC
- 芸能界のダメットさん（読売テレビ、2009年12月23日）- MC
- ガチ婚（フジテレビ、2012年1月13日）- MC
- な〜るほどトラベラーズ（静岡放送、2012年9月2日・2013年9月1日）- MC
- 10人笑えばストライク!新春!東西対抗ボケバトル（関西テレビ、2013年1月5日）- MC
- ヨルスパ!（関西テレビ）
  - ウソフェショナル（2013年9月1日）- MC
- フットボールアワーの求婚男子応援プロジェクト プロポーズアワー（関西テレビ、2013年12月21日）- MC
- 今年も生だよ!笑いっぱなしのお正月!ざっくり新年会（テレビ東京、2014年1月1日・2015年1月1日）- 司会
- NHK新人演芸大賞（NHK総合、2014年 - ）- 司会
- フットボールアワーの北海道なまら新めん類〜ラーメン王国の逆襲〜（HBC北海道放送、2014年2月9日）
- フットボールアワーの離島へ行こう!（フジテレビ、2014年12月28日 - 2018年3月17日） - 日曜スペシャル枠、または『ぶらぶらサタデー』内で放送
- “まさかに”備える芸能人億イチ保険（関西テレビ、2015年1月10日）- 保険外交員
- 戦力外を放り出せ!クイズ・ザ・トレード（関西テレビ、2015年5月31日）- MC
- フットボールアワーのチマタのテッパン（MBS、2015年9月12日）
- Doしてこうなった!?（読売テレビ、2016年9月13日）- MC
- フットボールアワーの!ふるさと婚活列車（HBC北海道放送、2017年2月19日）
- フットボールアワーの初出し観光（テレビ東京、2017年12月9日）
- ビバ!農業〜ニッポンのすっごいファーマーズ〜（MBS・TBS系、2018年1月3日） - MC：後藤、パネラー：岩尾
- オールザッツミュージック（MBS、2018年12月29日） - MC
- キタイチ（テレビ朝日）
  - 内部告発!ゼポ女の裁き!（2019年3月4日[9]・3月11日[10]）- MC
- FNSソフト工場 誕生ハザマ! フット思いついたモノできんのかい!?（テレビ新広島、2019年5月24日） - MC
- 陣取りクロスワードあんたはホンマに関西人（テレビ大阪、2019年6月15日） - MC
- 売れっ子が推す!今年くる芸人 お笑い推して参る!（テレビ東京、2020年1月1日） - MC
  - フット霜降りの爆笑ネタ祭り!（テレビ東京、2021年1月1日） - MC
- 押したらどうなる!?禁断のボタン（読売テレビ、2020年3月26日） - MC
- エゴエゴあたらし（フジテレビ、2020年3月31日）- MC
- たとえるバラエティ クイズ!鼻からスイカ（読売テレビ、2020年7月26日、2021年6月10日・12月16日・23日） - MC：後藤、解答者：岩尾
  - たとえ発掘バラエティ 後藤＆河合はウリふたつ!?（読売テレビ、2022年11月24日） - MC：後藤、解答者：岩尾
- 第◯◯回広告大賞（フジテレビ、2021年 - ）- MC∶後藤、ゲスト∶岩尾
- 高知まるごと弾丸旅〜タイムリミットは次の仕事まで〜（2022年11月18日、高知さんさんテレビ開局25周年記念特番）
- サンバリュ（日本テレビ）
  - お笑いプレイリスト（2023年3月5日）- MC
- 開校!笑金スクール（2024年8月31日、BSよしもと）- MC[11]

### ドラマ
- 伊沢鉄工所（朝日放送、2003年3月22日）

### ラジオ
- オンスト（エフエムちゅうおう、2000年2月 - 2002年3月）
- baseピクニックラジオ（エフエムちゅうおう、2002年4月 - 12月）
- GOYŌDA（ラジオ大阪、2003年1月 - 2004年3月）
- ナニワ音楽ショウ いきなりフットボールアワー（毎日放送、2003年10月 - 2008年3月）
- フットボールアワーのオールナイトニッポン（ニッポン放送、2013年9月26日、2018年1月1日・8月29日）

### CM
- NTTドコモ
- アウトソーシング
- ぼんち揚（ぼんち株式会社）
- 統一地方選挙インターネットCM（総務省・（財）明るい選挙推進協会）
- 世界陸上大阪大会（毎日放送・TBS系）
- ジャンボカラオケ広場（東愛産業）関西ローカル
- ファンタ（日本コカ・コーラ）
- トヨタ・ラッシュ（トヨタ自動車、2008年）
- モスバーガー（2009年）
- スカルプD（アンファー）
- ニンテンドー3DS（任天堂、2011年）
- 東京ガスストーリー２（東京ガス、2011年）※後藤のみ
- UQモバイル（UQ mobile、2014年）※後藤のみ
- Indeed[12]
  - 「レストラン」編（2021年12月18日 - ）[13]
  - 「家電量販店」編（2021年12月27日 - ）[13]
  - 「社長室」編（2022年1月5日 - ）[13]

### インターネット
- よしもとオンライン 「フットボールアワーのオークションアワー」（Yahoo!バラエティ、2009年1月 - 2010年12月）
- よしログ（GYAO!、2011年1月 - 12月）
- Women No Limit（2018年4月14日 - 6月2日、AbemaTV）- MC[14]
- 舌で恋する7日間（2018年8月4日 - 、AbemaTV）- MC[15]
- HITOSHI MATSUMOTO presents ドキュメンタル（2023年、Amazonプライム・ビデオ） - シーズン13出演

### 映画
- ガキンチョ★ROCK（2003年）
- 日常（2006年）

## DVD
- 『ジェットボールアワー』 - 2003年6月9日にルミネtheよしもとで行われた単独ライブを収録。
- 『ジェットボールアワー04』 - 2004年8月23日にルミネtheよしもとで行われた単独ライブを収録。
- 『ドレキグラム'08』- 2008年6月15日にルミネtheよしもとで行われた単独ライブを収録。
- 『ドレキグラム'09』- 2009年8月2日に円形ホールで行われた単独ライブを収録。
- 『ドレキグラム'10』- 2010年に京橋花月とルミネtheよしもとで行われた単独ライブを収録。
- 『フットボール刑事の芸人家宅捜査』- 第1回から第7回を収録。

## 書籍
- フットボールアワー 人類のルール（角川書店）

## ライブ
2000年
- 04月06日 - 「ジェットボールアワー」（baseよしもと/大阪）
- 09月19日 - 「フットガールアワー」（baseよしもと/大阪）
- 11月05日 - 「フットボールベアー」（baseよしもと/大阪）

2001年
- 01月14日 - 「ナゴヤボールアワー」（名古屋栄3丁目劇場/愛知）
- 01月28日 - 「Ｉラブフットボール」（baseよしもと/大阪）
- 03月08日 - 「WEラブフットボール」（baseよしもと/大阪）
- 05月09日 - 「カミナリフットボール」（baseよしもと/大阪）
- 07月05日 - 「フットボールサマー」（baseよしもと/大阪）
- 10月05日 - 「フットボールシャワー」（baseよしもと/大阪）
- 12月05日 - 「フットボールラバー」（baseよしもと/大阪）

2002年
- 02月07日 - 「フットチョコボールアワー」（baseよしもと/大阪）
- 05月30日 - 「フットボーリングアワー」（baseよしもと/大阪）
- 07月05日 - 「博多ボールアワー」（よしもとゴールデン劇場/福岡）
- 07月29日 - 「フットサーフアワー」（baseよしもと/大阪）
- 09月16日 - 「フットケーキアワー」（baseよしもと/大阪）
- 10月19日 - 「ナイトボールアワー」（baseよしもと/大阪）
- 11月27日 - 「フットボールエアー」（baseよしもと/大阪）
- 12月13日 - 「ナイトボールアワー」（baseよしもと/大阪）

2003年
- 01月22日 - 「フットボールスノー」（baseよしもと/大阪）
- 02月23日 - 「ナイトボールアワー」（baseよしもと/大阪）
- 04月03日 - 「グランドボールアワー」（なんばグランド花月/大阪）
- 06月09日 - 「ジェットボールアワー」（ルミネtheよしもと/東京）
- 06月28日 - 「ナイトボールアワー」（baseよしもと/大阪）
- 08月01日 - 「博多ボールアワー」（よしもとゴールデン劇場/福岡）
- 09月13日 - 「フットボール部屋ー」（うめだ花月/大阪）
- 10月13日 - 「フットボール部屋ー」（うめだ花月/大阪）
- 11月14日 - 「フットボール部屋ー」（うめだ花月/大阪）
- 12月15日 - 「フットボール部屋ー」（うめだ花月/大阪）
- 12月27日 - 「ナイトボールアワー」（baseよしもと/大阪）

2004年
- 01月19日 - 「フットボール部屋ー」（うめだ花月/大阪）
- 02月16日 - 「フットボール部屋ー」（うめだ花月/大阪）
- 03月22日 - 「フットボール部屋ー」（うめだ花月/大阪）
- 04月13日 - 「フットボール部屋ー」（うめだ花月/大阪）
- 05月18日 - 「フットボール部屋ー」（うめだ花月/大阪）
- 06月15日 - 「フットボール部屋ー」（うめだ花月/大阪）
- 08月23日 - 「ジェットボールアワー04」（ルミネtheよしもと/東京）

2005年
- 08月14日 - 「フットボールアワーのトークギンザ」（銀座小劇場/東京）
- 09月26日 - 「フットボールアワーのトークギンザ」（銀座小劇場/東京）
- 10月24日 - 「フットボールアワーのトークギンザ」（銀座小劇場/東京）
- 11月28日 - 「フットボールアワーのトークギンザ」（銀座小劇場/東京）
- 12月30日 - 「フットボールアワーのシンジュクトーク」（新宿シアターモリエール/東京）

2006年
- 01月30日 - 「フットボールアワーのシンジュクトーク」（新宿シアターモリエール/東京）
- 03月27日 - 「フットボールアワーのシンジュクトーク」（新宿シアターモリエール/東京）
- 04月26日 - 「フットボールアワーのシンジュクトーク」（新宿シアターモリエール/東京）
- 05月17日 - 「フットボールアワーとか」（新宿シアターモリエール/東京）
- 05月29日 - 「フットボールアワーのシンジュクトーク」（新宿シアターモリエール/東京）
- 06月12日 - 「フットボールアワーとか」（笹塚ファクトリー/東京）
- 06月26日 - 「フットボールアワーのシンジュクトーク」（新宿シアターモリエール/東京）
- 07月05日 - 「フットボールアワーとか」（新宿シアターモリエール/東京）
- 07月26日 - 「フットボールアワーとか」（新宿シアターモリエール/東京）
- 08月14日 - 「フットボールアワーとか」（新宿シアターモリエール/東京）
- 08月28日 - 「フットボールアワーとか」（新宿シアターモリエール/東京）
- 11月14日 - 「フットボールアワーとか」（新宿シアターモリエール/東京）
- 11月27日 - 「フットボールアワーとか」（新宿シアターモリエール/東京）

2008年
- 06月08日 - 「ドレキグラム'08」（OBP円形ホール/大阪）
- 06月15日 - 「ドレキグラム'08」（ルミネtheよしもと/東京）

2009年
- 08月02日 - 「ドレキグラム'09」（OBP円形ホール/大阪)
- 08月09日 - 「ドレキグラム'09」（ルミネtheよしもと/東京）

2010年
- 07月17日 - 「ドレキグラム'10」（京橋花月/大阪）
- 07月24日 - 「ドレキグラム'10」（ルミネtheよしもと/東京）